# Raddoppiamento fonosintattico
En el idioma italiano, con raddoppiamento fonosintattico o geminazione sintagmatica (en español, geminación fonosintáctica) se indica la geminación producida en la pronunciación de la consonante inicial de una palabra debida a la influencia de la anterior. Por ejemplo:
- <andiamo a casa> (IPA: [anˈdjaˑmo akˈkaːza], en español: “vamos a casa”)
- <detto fra le righe> (IPA: [ˈdetto ˌfra(l)leˈriːge], en español “dicho entre líneas”)
- <non so che cosa faremo> (IPA: [nonˈsɔk kekˈkɔˑza faˈreːmo], en español “no sé qué haremos”)
- <parlerà Sara>, <parlerà Daniele> (IPA: [ˌparlerasˈsaːra], [parleˌraddaˈnjɛːle], en español “hablará Sara”, “hablará Daniel”}})

En el primer ejemplo, la palabra "casa" sufre el raddoppiamento. Se trata de un fenómeno no solo relacionado con la pronunciación sino, como sugiere el nombre, también con la sintaxis. En realidad, el discurso oral normalmente no hace pausas entre las palabras, por tanto, la pronunciación de las palabras puede verse influenciada por su posición. En el caso más típico, el raddoppiamento se debe a la presencia de un monosílabo o una sílaba tónica antes de la consonante geminada.
Este fenómeno es típico del toscano y del italiano centro-meridional, pero está casi totalmente ausente en el norte del país. Debido a que es obligatorio en los dialectos toscanos y centrales, forma parte de la pronunciación normativa (ortoepia) del italiano estándar, tanto que se enseña en las escuelas de dicción, y es la causa de la escritura univerbada de varias palabras como affinché (para que), appena (apenas), davvero (de verdad), sicché, soprattutto (sobre todo), chissà (quién sabe)...

## Origen y difusión geográfica
Parece que el origen del raddoppiamento fonosintattico es la asimilación de consonantes finales latinas:
- (latín) Ad Brundisium > (italiano) A Brindisi

En este ejemplo tenemos una d seguida de una b, lo que puede conducir a la formación de una b geminada.
El raddoppiamento fonosintattico, como fenómeno típico del idioma hablado, no presenta una fenomenología uniforme en todas las variedades regionales del italiano. Al contrario que la lengua escrita, más fácilmente asimiliable porque aparece inequivocabilmente en libros, periódicos, páginas web…, las reglas del raddoppiamento fonosintattico varían entre las distintas regiones por las normas de los dialectos subyacentes. Así, por ejemplo, el radoppiamento se realiza sobre todo al sur de la línea La Spezia-Rimini, debido a que al norte de ella los dialectos tienden a evitar las consonantes dobles, mientras que en el sur de Italia, se tiende a realizar el raddoppiamento incluso donde no lo impone la lengua estándar.
Su uso regulado forma parte de la lengua estándar y es uno de los puntos de mayor interés de los cursos de dicción dirigidos a periodistas, actores… Dos son los instrumentos más fiables para verificar la corrección de una pronunciación según la estándar: el Dizionario di Ortografia e di Pronunzia de Bruno Migliorini, Carlo Tagliavini y Piero Fiorelli (que recoge la pronunciación clásica), y el Dizionario di Pronuncia Italiana de Luciano Canepari (para el estándar moderno).

## Casos típicos en italiano estándar
El raddoppiamento fonosintattico se produce:
1. Cuando está precedida por una palabra aguda
La città nuova ([laˌʧittanˈnwɔ:va], en español “la ciudad nueva”)
2. Cuando está precedida por un monosílabo fuerte o el monosílabo se usa metalingüísticamente
Andiamo  a casa ([an'djaˑmo akˈka:za], en español “vamos a casa”)
3. Cuando está precedida por las palabras come (como), dove (donde), qualche (algunos) y sopra (encima)
come va? ([komev'va], en español “¿Cómo va?”); dove sei? ([doves'sɛˑi], en español “¿dónde estás?”); qualche volta ([ˌkwalkev'vɔlta], en español “a veces”}}); sopra la tavola ([ˌsopralla'tavola], en español “encima de la mesa”)
4. Las palabras: dio, dei, dea, dee (dios, dioses, diosa, diosas) precedidas de vocal, Maria en "Ave Maria" (aunque también existe una variante sin raddoppiamento),[4] y Santo en "Spirito Santo" (Espíritu Santo).
mio dio ([miod'dio], en español “Dios mío”); ([avem'maria]); ([spiritos'santo])

Utilizando la terminología del fonetista Canepari, los casos 1, 2 y 3 se denominan cogeminazione, mientras que el 4 pregeminazione. No todos los monosílabos originan el radoppiamento: por ejemplo, los artículos y pronombres clíticos (lo, la, li, le…). Además no todas las palabras se pueden geminar: existen algunas palabras que aunque sigan un monosílabo geminante, no geminan su consonante inicial (por ejemplo, las que comienzan por s seguida de consonante) y existen otras (llamadas autogeminanti) que geminan su consonante inicial también aunque no estén precedidas de una palabra geminante (las que empiezan por los dígrafos sc, gl, gn y por z).
En cada dialecto y cada forma de italiano regional no se siguen las mismas reglas del dialecto florentino o el italiano estándar. No obstante, la mayor parte de los casos es casi lo mismo en toda la Italia centro-meridional.

## Monosílabos cogeminantes
Los monosílasbos que producen el raddoppiamento son todas sílabas abiertas, que terminan en vocal o diptongo ascendente (los monosílabos con diptongo descendente, por ejemplo poi, no lo producen), estos últimos, generalmente, poseen ya un acento gráfico que, como en las palabras de varias sílabas, indica la obligatoriedad del radoppiamento como sucede en los monosílabos con acento diacrítico.
La lista de los monosílabos italianos es la siguiente:
- Verbos

(essere) è, fu; (avere) ho, ha; (andare) vo (lit.), va (ind. e imp.) ; (dare) do, dà, da (imp.); (fare) fo (lit.), fa (ind. e imp.), fé (ant.); (sapere) so, sa; (stare) sto, sta (ind e imp.); (potere) può.
- Conjunciones

che (o ché), e, ma, né, o, se.
- Pronombres

che, chi, ciò, sé, tu; me y te (no confundir estos últimos con las variantes de las partículas mi y ti usadas delante de los proclíticos lo, la, li, le, ne).
- Preposiciones

a, da, su, tra y fra; y también las variantes de y ne usadas en poesía o delante de títulos.
- Adverbios

su y giù; qui y qua, lì y là; sì, no y ni; già;  più;  (o)'ve, mo'.
- Sustantivos
  - blu, co, dì, gru, gnu, pro, re, sci, tè, tre;
  - los troncamientos: fé(de), fra(te), a mo'(do) di, pre'(te), piè(de), pro'(de);
  - los nombres de las letras: a, bi, ci, di, e, gi, i, pi, qu (o cu), ti, u, vu (o vi) (también los antiguos be, ce, de, ge, pe, te, ca); las letras griegas: mi, chi, ni, xi, pi, rho, phi, psi;
  - Nombres de las notas musicales:  do, re, mi, fa, la, si.

## Univerbación yraddoppiamento
A veces el raddoppiamento es visible a nivel escrito. Esto sucede por ejemplo en algunas palabras compuestas (contraccolpo, soprattutto, sopralluogo) con consonante doble. Se trata de una excepción a la regla, aunque es interesante para explicar la geminación de la l en algunas preposiciones articuladas (delle, nella, allo, dalla…).
En las palabras que han sufrido un proceso de univerbación, el raddoppiamento fonosintattico es presente gráficamente. A continuación la lista de algunas palabras lematizadas en los diccionarios que presentan el raddoppiamento.
- a

abbasso, abbastanza, abbenché, accanto, accapo, acché, acciò, acciocché, addentro, addì, addietro , addirittura, addosso,  affinché, affine, affondo, affresco, allato, allesso, ammeno, ammenoché, ammodo, appena, apparte appetto, appiè, appieno, apposta, appostissimo, appresso, appuntino, appunto, arrivederci, assolo, attorno, attraverso, avvenire, beccafforbice, fantappiè, finattantoché, pressappoco, oltracciò.
- che

anzichennò, checché, checchessia, chicchessia, dovecchessia, dondecchessia, chessò, purchessia, quandochessia.
- chi

chicchessia, chissisia, chissà,  chissacché, chissacchì, chissadove, chissammai, chissenefrega, chivvalà.
- ciò

acciocché, ciocché cionnonostante, conciossiaché, conciossiacosaché, imperciocché, perciocché.
- come

comecchessia.
- contra-

contrabbalzo, contrabbando, contrabbasso, contraccambio, contraccarico, contraccettivo, contraccolpo, contraddanza, contraddire, contraddistinguere, contraffare, contraffilo, contrafforte, contraggenio, contrammiraglio, contrappasso, contrappeso, contrapporre, contrapposizione, contrappunto, contrassoggetto, contrattempo, contravveleno.
- così

cosiddetto, cosiffatto, cosicché.
- da

dabbasso, dabbene, dabbenuomo, daccanto, daccapo, dacché, daddovero, dallato, dappertutto, dappiè, dappiede, dappiù, dappocaggine, dappoco, dappoi, dappoiché, dappresso, dapprima, dapprincipio, dattorno, davvero.
- dio

addio, Iddio, bendiddio, giuraddio, magariddio, oddio, piacciaddio, pregaddio, santiddio, vivaddio.
- dove

dovecchessia.
- e

altrettale, altrettanto, ebbene, eccome, epperò, eppoi, eppure, evviva.
- fa

fabbisogno.
- fra

frammezzo, frattanto, frammisto, frattempo, frammescolare, frammettere, frammezzare, frammischiare, frapporre , frapposto, frapposizione.
- già

giacché, giammai.
- là

laddove, laggiù, lassù.
- né

nemmanco, nemmeno, neppure, nevvero.
- no

nossignore.
- ma

macché, massì.
- o

oppure, ovvero, ossia, ovverosia.
- però

perocché, imperocché.
- più

piuccheperfetto, piucché, piuttosto.
- qua

quaggiù, quassù.
- santo

Ognissanti
- se

sebbene, semmai, sennò, sennonché, seppure.
- sì

sibbene, sicché, siccome, siffatto, sissignore.
- sopra

sopracciò, sopraccitato, sopraddetto, sopracciglio, soprammenzionato
- sopra- (sovra-)

sopraccalza, sopraccapo, sopraccarta, sopraccassa, sopraccielo, sopracciglio, sopraccoda, sopraccollo, sopraccolore, sopraccoperta, sopraddote, sopraffare, sopraffilo, sopraffino, sopraffusione, sopraggitare, sopraggiungere, sopraggravio, sopralluogo, soprammercato, soprammanica, soprammano, soprammattone, soprammettere, soprammobile, soprammondo, soprannaturale, soprannome
sovrabbondare, sovraccaricare, sovrannazionale
- su

succitato, suddetto, sullodato, summentovato, summenzionato, suppergiù, suvvia.
- tre

treppiede, trepponti, tressette.